# Клекотинська сільська рада
| Клекотинська сільська рада — орган місцевого самоврядування у Шаргородському районі Вінницької області з центром у с. Клекотина. Сільській раді підпорядковані населені пункти: - с. Клекотина |

## Склад ради
Рада складається з 20 депутатів та голови.

## Керівний склад сільської ради
| ПІБ                           | Основні відомості                                                         | Дата обрання | Дата звільнення |
| ----------------------------- | ------------------------------------------------------------------------- | ------------ | --------------- |
| Шпак Олексій Станіславович    | Сільський голова, 1969 року народження, освіта                            | 26.03.2006   | 26.11.2006      |
| Немировський Віталій Іванович | Сільський голова, 1973 року народження, освіта, безпартійний              | 20.06.2010   | 31.10.2010      |
| Немировський Віталій Іванович | Сільський голова, 1973 року народження, освіта вища, член Партії регіонів | 31.10.2010   |                 |

Примітка: таблиця складена за даними джерела